# AFL - Division II 2023
La AFL Division II 2023 è la 19ª edizione del campionato di football americano di terzo livello, organizzato dalla AFBÖ.

## Squadre partecipanti
| Club                  | Città               | Stadio | Sponsor ufficiale | Risultato nella stagione 2022 |
| --------------------- | ------------------- | ------ | ----------------- | ----------------------------- |
| BSK Ravens            | Bischofshofen       |        |                   |                               |
| Carnuntum Legionaries | Bruck an der Leitha |        |                   |                               |
| Ebenfurth Mustangs    | Ebenfurth           |        |                   |                               |
| Gladiators Ried       | Ried im Innkreis    |        |                   |                               |
| Gmunden Rams          | Gmunden             |        |                   |                               |
| Huskies Wels          | Wels                |        |                   |                               |
| Pannonia Eagles       | Baumgarten          |        |                   |                               |
| Schönfeld Blue Hawks  | Schönfeld           |        |                   |                               |
| Styrian Reavers       | Tillmitsch          |        |                   |                               |
| Weinviertel Spartans  | Mistelbach          |        |                   |                               |

## Stagione regolare

### Calendario

#### 1ª giornata
| Gunskirchen 25 marzo 2022, ore 15:00 | Huskies Wels | 28 – 0 (7-0 14-0 7-0 0-0) referto | Gladiators Ried | OPRIA GALAXY Arena |

| Ragnitz 26 marzo 2023, ore 14:00 | Styrian Reavers | 28 – 10 (0-7 14-3 7-0 7-0) referto | Gmunden Rams | Julius-Meinl Stadion |

| Schönfeld 26 marzo 2023, ore 15:00 | Schönfeld Blue Hawks | 27 – 9 (14-0 0-0 6-0 7-9) referto | Pannonia Eagles | Tausendblum-Arena |

| Schwadorf 26 marzo 2023, ore 15:00 | Carnuntum Legionaries | 16 – 17 (16-7 0-7 0-0 0-3) referto | Weinviertel Spartans | Richard-Gebert-Sportanlage |

#### 2ª giornata
| Ried im Innkreis 1º aprile 2023, ore 14:00 | Gladiators Ried | 0 – 6 (0-0 0-6 0-0 0-0) referto | BSK Ravens | Colosseum Noricum |

| Ebenfurth 1º aprile 2023, ore 15:00 | Ebenfurth Mustangs | 35 – 15 (6-0 6-8 8-7 15-0) referto | Pannonia Eagles | Mustangs Ranch |

| Mistelbach 1º aprile 2023, ore 16:00 | Weinviertel Spartans | 21 – 12 (0-9 7-3 14-0 0-0) referto | Schönfeld Blue Hawks | WeiSwo Field |

| Gmunden 2 aprile 2023, ore 13:00 | Gmunden Rams | 35 – 12 (6-0 8-0 8-6 13-6) referto | Huskies Wels | SEP-Arena |

#### 3ª giornata
| Ried im Innkreis 8 aprile 2023, ore 14:00 | Gladiators Ried | 7 – 35 (0-7 0-21 0-7 7-0) referto | Styrian Reavers | Colosseum Noricum |

| Baumgarten 8 aprile 2023, ore 15:00 | Pannonia Eagles | 17 – 10 (17-0 0-0 0-3 0-7) referto | Weinviertel Spartans | Franz Kovacsich Platz |

| Ebenfurth 8 aprile 2023, ore 15:00 | Ebenfurth Mustangs | 21 – 6 (14-0 0-6 0-0 7-0) referto | Carnuntum Legionaries | Mustangs Ranch |

| Bischofshofen 9 aprile 2023, ore 15:00 | BSK Ravens | 23 – 24 (0-7 23-14 0-0 0-3) referto | Huskies Wels | BSK-1933 |

#### 4ª giornata
| Gunskirchen 22 aprile 2022, ore 16:00 | Huskies Wels | 7 – 42 (0-7 0-14 7-13 0-8) referto | Styrian Reavers | OPRIA GALAXY Arena |

| Mistelbach 22 aprile 2023, ore 16:00 | Weinviertel Spartans | 0 – 27 (0-7 0-6 0-7 0-7) referto | Ebenfurth Mustangs | WeiSwo Field |

| Bischofshofen 23 aprile 2023, ore 15:00 | BSK Ravens | 23 – 44 (2-0 7-22 8-16 6-6) referto | Gmunden Rams | BSK-1933 |

| Schwadorf 23 aprile 2023, ore 15:00 | Carnuntum Legionaries | 0 – 16 (0-7 0-9 0-0 0-0) referto | Schönfeld Blue Hawks | Richard-Gebert-Sportanlage |

#### 5ª giornata
| Schönfeld 6 maggio 2023, ore 15:00 | Schönfeld Blue Hawks | 16 – 6 (0-0 16-6 0-0 0-0) referto | Ebenfurth Mustangs | Tausendblum-Arena |

| Baumgarten 6 maggio 2023, ore 15:00 | Pannonia Eagles | 3 – 25 (3-0 0-12 0-0 0-13) referto | Carnuntum Legionaries | Franz Kovacsich Platz |

| Gmunden 7 maggio 2023, ore 13:00 | Gmunden Rams | 29 – 7 (0-0 7-7 0-0 22-0) referto | Gladiators Ried | SEP-Arena |

| Ragnitz 7 maggio 2023, ore 14:00 | Styrian Reavers | 56 – 27 (21-14 21-13 7-0 7-0) referto | BSK Ravens | Julius-Meinl Stadion |

#### 6ª giornata
| Ried im Innkreis 13 maggio 2023, ore 14:00 | Gladiators Ried | 0 – 10 (0-0 0-10 0-0 0-0) referto | Huskies Wels | Colosseum Noricum |

| Mistelbach 13 maggio 2023, ore 16:00 | Weinviertel Spartans | 20 – 13 (0-3 0-0 13-7 7-3) referto | Pannonia Eagles | WeiSwo Field |

| Gmunden 14 maggio 2023, ore 13:00 | Gmunden Rams | 13 – 24 (7-3 6-0 0-7 0-14) referto | Styrian Reavers | SEP-Arena |

| Schwadorf 14 maggio 2023, ore 15:00 | Carnuntum Legionaries | 7 – 0 (0-0 0-0 0-0 7-0) referto | Ebenfurth Mustangs | Richard-Gebert-Sportanlage |

#### 7ª giornata
| Ried im Innkreis 27 maggio 2023, ore 14:00 | Gladiators Ried | 0 – 31 (0-9 0-8 0-6 0-8) referto | Gmunden Rams | Colosseum Noricum |

| Ebenfurth 27 maggio 2023, ore 15:00 | Ebenfurth Mustangs | 21 – 17 (7-9 7-0 0-0 7-8) referto | Weinviertel Spartans | Mustangs Ranch |

| Bischofshofen 28 maggio 2023, ore 15:00 | BSK Ravens | 35 – 49 referto | Styrian Reavers | BSK-1933 |

| Schönfeld 28 maggio 2023, ore 15:00 | Schönfeld Blue Hawks | 19 – 8 (6-0 5-0 8-2 0-6) referto | Carnuntum Legionaries | Tausendblum-Arena |

#### 8ª giornata
| Baumgarten 3 giugno 2023, ore 15:00 | Pannonia Eagles | 7 – 19 (0-0 0-6 0-7 7-6) referto | Schönfeld Blue Hawks | Franz Kovacsich Platz |

| Gunskirchen 3 giugno 2023, ore 16:00 | Huskies Wels | 6 – 7 (0-0 6-0 0-7 0-0) referto | Gmunden Rams | OPRIA GALAXY Arena |

| Mistelbach 3 giugno 2022, ore 16:00 | Weinviertel Spartans | 24 – 14 (6-6 9-6 9-0 0-2) referto | Carnuntum Legionaries | WeiSwo Field |

| Saalfelden am Steinernen Meer 4 giugno 2023, ore 15:00 | BSK Ravens | 35 – 0 (7-0 20-0 8-0 0-0) referto | Gladiators Ried | Saalfelden Arena |

#### 9ª giornata
| Baumgarten 10 giugno 2023, ore 15:00 | Pannonia Eagles | 21 – 20 (0-0 7-7 7-13 7-0) referto | Ebenfurth Mustangs | Franz Kovacsich Platz |

| Gmunden 11 giugno 2023, ore 13:00 | Gmunden Rams | 38 – 22 (7-7 14-8 3-7 14-0) referto | BSK Ravens | SEP-Arena |

| Ragnitz 11 giugno 2023, ore 15:00 | Styrian Reavers | 45 – 16 (14-3 17-7 7-6 7-0) referto | Huskies Wels | Julius-Meinl Stadion |

| Schönfeld 11 giugno 2022, ore 15:00 | Schönfeld Blue Hawks | 35 – 0 (0-0 20-0 15-0 0-0) referto | Weinviertel Spartans | Tausendblum-Arena |

#### 10ª giornata
| Ebenfurth 24 giugno 2023, ore 15:00 | Ebenfurth Mustangs | 12 – 21 (0-7 0-7 6-0 6-7) referto | Schönfeld Blue Hawks | Mustangs Ranch |

| Gunskirchen 24 giugno 2023, ore 16:00 | Huskies Wels | 34 – 18 (7-6 6-0 14-6 7-6) referto | BSK Ravens | OPRIA GALAXY Arena |

| Ragnitz 25 giugno 2023, ore 15:00 | Styrian Reavers | 23 – 17 (d.t.s.) (14-0 0-7 0-10 3-0 6-0) referto | Gladiators Ried | Julius-Meinl Stadion |

| Schwadorf 25 giugno 2023, ore 15:00 | Carnuntum Legionaries | 28 – 0 (7-0 0-0 7-0 14-0) referto | Pannonia Eagles | Richard-Gebert-Sportanlage |

### Classifica
La classifica della regular season è la seguente:
- PCT = percentuale di vittorie, G = partite giocate, V = partite vinte,  P = partite perse, PF = punti fatti, PS = punti subiti

#### Conference A
| Pos. | Squadra         | PCT   | G | V | N | P | PF  | PS  |
| ---- | --------------- | ----- | - | - | - | - | --- | --- |
| 1    | Styrian Reavers | 1.000 | 8 | 8 | 0 | 0 | 302 | 132 |
| 2    | Gmunden Rams    | .750  | 8 | 6 | 0 | 2 | 394 | 122 |
| 3    | Huskies Wels    | .500  | 8 | 4 | 0 | 4 | 137 | 170 |
| 4    | BSK Ravens      | .250  | 8 | 2 | 0 | 6 | 189 | 245 |
| 5    | Gladiators Ried | .000  | 8 | 0 | 0 | 8 | 31  | 197 |

#### Conference B
| Pos. | Squadra               | PCT  | G | V | N | P | PF  | PS  |
| ---- | --------------------- | ---- | - | - | - | - | --- | --- |
| 1    | Schönfeld Blue Hawks  | .875 | 8 | 7 | 0 | 1 | 165 | 62  |
| 2    | Ebenfurth Mustangs    | .500 | 8 | 4 | 0 | 4 | 142 | 103 |
| 3    | Weinviertel Spartans  | .500 | 8 | 4 | 0 | 4 | 109 | 155 |
| 4    | Carnuntum Legionaries | .375 | 8 | 3 | 0 | 5 | 104 | 100 |
| 5    | Pannonia Eagles       | .250 | 8 | 2 | 0 | 6 | 84  | 144 |

## Playoff

### Tabellone
|  | Semifinali | Semifinali           | Semifinali |                      |    | XV Iron Bowl    | XV Iron Bowl | XV Iron Bowl |  |
|  |            |                      |            |                      |    |                 |              |              |  |
|  | 1A         | Styrian Reavers      | 21         |                      |    |                 |              |              |  |
|  | 1A         | Styrian Reavers      | 21         |                      |    |                 |              |              |  |
|  | 2B         | Ebenfurth Mustangs   | 7          |                      |    |                 |              |              |  |
|  | 2B         | Ebenfurth Mustangs   | 7          |                      | 1A | Styrian Reavers | 16           |              |  |
|  |            |                      |            |                      | 1A | Styrian Reavers | 16           |              |  |
|  |            |                      | 1B         | Schönfeld Blue Hawks | 8  |                 |              |              |  |
|  | 1B         | Schönfeld Blue Hawks | 1B         | Schönfeld Blue Hawks | 8  | 15              |              |              |  |
|  | 1B         | Schönfeld Blue Hawks |            |                      |    |                 |              |              |  |
|  | 2A         | Gmunden Rams         | 12         |                      |    |                 |              |              |  |

### Semifinali
| Schönfeld 8 luglio 2023, ore 15:00 | Schönfeld Blue Hawks | 15 – 12 (0-0 13-0 2-12 0-0) referto | Gmunden Rams | Tausendblum-Arena |

| Ragnitz 8 luglio 2023, ore 15:00 | Styrian Reavers | 21 – 7 (0-0 7-0 7-0 7-7) referto | Ebenfurth Mustangs | Julius-Meinl Stadion |

### XV Iron Bowl
| Ragnitz 22 luglio 2023, ore 16:00 | Styrian Reavers | 16 – 8 (7-0 9-0 0-0 0-8) referto | Schönfeld Blue Hawks | Julius-Meinl Stadion |

## Verdetti
- Styrian Reavers Vincitori dell'AFL Division II 2023